# Gumia
Gumia är en ort i Indien.   Den ligger i distriktet Bokaro och delstaten Jharkhand, i den östra delen av landet, 1 000 km sydost om huvudstaden New Delhi. Gumia ligger 285 meter över havet och antalet invånare är 47 121.
Terrängen runt Gumia är huvudsakligen platt, men västerut är den kuperad. Runt Gumia är det tätbefolkat, med 397 invånare per kvadratkilometer. Närmaste större samhälle är Bokāro, 13,5 km öster om Gumia. Trakten runt Gumia består till största delen av jordbruksmark.